# صوان (حجر)
الصَّوَّان أو الظِّرّ أو الظِّرَّان أو حجر القداحة هو شكل رسوبي كريستالي من المرو المعدني  يصنف على أنه مجموعة متنوعة من الصوان الذي يتشكل في الطباشير أو الحجر الجيري مارلي. استخدم الصوان تاريخياً استخدامًا واسعًا لصنع الأدوات الحجرية وإشعال الحرائق.
يتشكل عقيدات وكتل في الصخور الرسوبية مثل الطباشير والحجر الجيري. داخل العقدة يكون الصوان عادة رمادي داكن أو أسود أو أخضر أو أبيض أو بني اللون وغالبًا ما يكون له مظهر زجاجي أو شمعي. عادة ما تكون الطبقة الرقيقة الموجودة على السطح الخارجي للعقيدات مختلفة في اللون وعادة ما تكون بيضاء وخشنة في الملمس. يمكن العثور على العقيدات الحاوية على الصوان غالبًا على طول الجداول والشواطئ.
يتكسر الصوان ويتشقق إلى قطع ذات حواف حادة مما يجعلها مفيدة لشفرات السكاكين وأدوات القطع الأخرى. يعود استخدام الصوان في صناعة الأدوات الحجرية إلى مئات الآلاف من السنين وقد أتاحت متانة الصوان الشديدة إمكانية تحديد تاريخ استخدامها بدقة خلال هذا الوقت. حجارة الصوان هي واحدة من المواد الأساسية المستخدمة لتحديد العصر الحجري.
خلال العصر الحجري كان الوصول إلى الصوان مهمًا جدًا للبقاء على قيد الحياة لدرجة أن الناس كانوا يسافرون أو يتاجرون للحصول على الصوان. كان فلينت ريدج (بالإنجليزية: Flint Ridge) في أوهايو مصدرًا مهمًا للصوان واستخرج الأمريكيون الأصليون الصوان من مئات المحاجر على طول التلال. جرى تداول «صوان أوهايو» عبر شرق الولايات المتحدة وعثر عليه في أقصى الغرب مثل جبال روكي والجنوب حول خليج المكسيك.
عند ضربه على الفولاذ ينتج الصوان شرارات كافية لإشعال النار بمادة الاحتراق المناسبة أو البارود المستخدم في الأسلحة. على الرغم من أنه قد استبدلته في هذه الاستخدامات عملياتٌ مختلفة (كبسولة القدح) أو المواد (فيروسيريوم) فقد أعطى اسم «الصوان» اسمه مصطلح عام لبادئ الحريق.

## الأصل

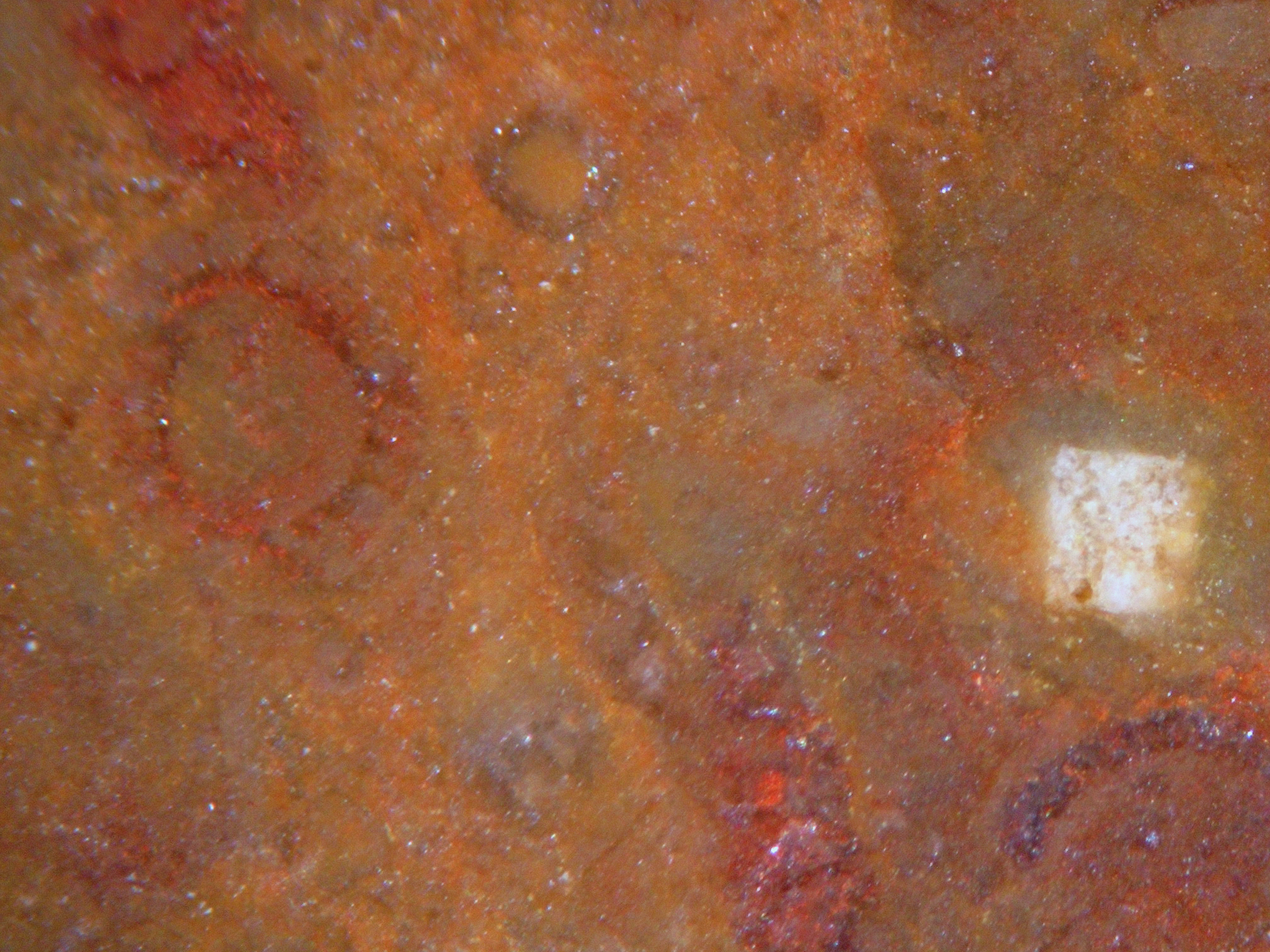
بقايا الطحالب السليكونية والسيليكا الزائفة بعد الهاليت في الصوان. حصاة لوار بالقرب من مارسيني في فرنسا. عرض الصورة: حوالي 5 ملم.

لم يتضح بعد الشكل الدقيق لتكوين الصوان ولكن يُعتقد أنه يحدث نتيجة للتغيرات الكيميائية في التكوينات الصخرية المضغوطة أثناء عملية التكوّن. إحدى الفرضيات هي أن مادة هلامية تملأ التجاويف في الرواسب مثل الثقوب التي تثقبها القشريات أو الرخويات وأن هذه المادة تصبح سليكونية. تشرح هذه الفرضية بالتأكيد الأشكال المعقدة لعقيدات الصوان الموجودة. مصدر السيليكا الذائبة في الوسيط المثقب الذي يسهل اختراقه يمكن أن يكون الشويكات من الإسفنج السيليسي (الإسفنجيات الشائعة). تحتوي أنواع معينة من الصوان مثل تلك الموجودة في الساحل الجنوبي لإنجلترا على نباتات بحرية متحجرة محاصرة. عُثر على قطع من المرجان والنباتات محفوظة داخل الصوان تشبه الحشرات وأجزاء النبات داخل الكهرمان. غالبًا ما تكشف الشرائح الرفيعة من الحجر عن هذا التأثير.

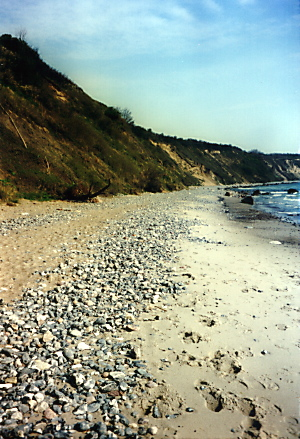
يتكون الشاطئ الحصوي من عقيدات الصوان المتآكلة من المنحدرات الطباشيرية القريبة في كيب أركونا في روجن ، شمال شرق ألمانيا.

يحدث الصوان أحيانًا في حقول الصوان الكبيرة في الأسرة الجوراسية أو الطباشيرية على سبيل المثال في أوروبا. عُثر على تشكيلات الصوان العملاقة المحيرة المعروفة باسم بارامودرا ودوائر الصوان في جميع أنحاء أوروبا وخصوصًا في نورفولك في إنجلترا على شواطئ بيستون بومب وويست رونتون.
إن «صوان أوهايو» هو الحجر الكريم الرسمي لولاية أوهايو. يتكون من الحطام الجيري الذي ترسب في قاع البحار الباليوزوية الداخلية منذ مئات الملايين من السنين والتي تصلبت في الحجر الجيري ثم أصبحت مشبعة بالسيليكا. عثر على الصوان من فلينت ريدج (بالإنجليزية: Flint Ridge) في العديد من الأشكال مثل الأحمر والأخضر والوردي والأزرق والأبيض والرمادي مع اختلافات اللون الناتجة عن الشوائب الدقيقة لمركبات الحديد.
يمكن تلوين الصوان: بني رملي أو رمادي متوسط إلى غامق أو أسود أو بني محمر أو رمادي فاتح.

## الاستخدامات

### أدوات أو حواف القطع

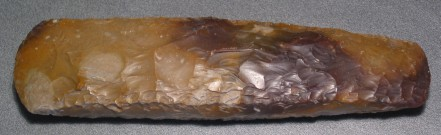
فأس صوان من العصر الحجري الحديث طوله حوالي 31 سم

استُخدم الصوان في صناعة الأدوات خلال العصر الحجري حيث ينقسم الصوان إلى شظايا رفيعة وحادة تسمى الرقائق أو الشفرات (حسب الشكل) عندما تصطدم بجسم صلب آخر (مثل حجر المطرقة المصنوع من مادة أخرى). يشار إلى هذه العملية باسم تشذيب الحجارة.
وُثق تعدين الصوان منذ العصر الحجري القديم ولكنه أصبح أكثر شيوعًا منذ العصر الحجري الحديث (ثقافة ميشلسبرغ (بالإنجليزية: Michelsberg culture) وثقافة القدور القمعية (بالإنجليزية: Funnelbeaker culture)). في أوروبا إن بعض أفضل الأدوات المصنوعة من الصوان قد جاءت من بلجيكا (أوبورج، مناجم الصوان في شبينس) ومن الطباشير الساحلية للقناة الإنجليزية ومن حوض باريس ومن قطاع ثاي في يوتلاند (منجم الصوان في هوف) ورواسب سينونيان (بالإنجليزية: Sennonian) في جزيرة روغن في ألمانيا و غريمس غريفس في إنجلترا وتشكيل الطباشير الطباشيري العلوي لدوبروجا والدانوب السفلي (صوان البلقان) والتكوين الطباشيري السينوماني للهضبة المولدافية (صوان ميوركاني) والرواسب الجوراسية في منطقة كراكوف وكرزيميونكي في بولندا وكذلك في لاغيرن (السيلكس) في جبال جورا السويسرية.
في عام 1938 بدأ مشروع لجمعية أوهايو التاريخية بقيادة اتش هولمز إليس بدراسة أساليب وتقنيات تشذيب الحجارة للشعوب الأمريكية الأصليين. مثل الدراسات السابقة تضمن هذا العمل تجربة تقنيات تشذيب الحجارة الفعلية بإنشاء أدوات حجرية من خلال استخدام تقنيات مثل النقر اليدوي المباشر والضغط اليدوي والضغط بالراحة. العلماء الآخرون الذين أجروا تجارب ودراسات مماثلة هم ويليام هنري هولمز وألونزو دبليو بوند وفرانسيس إتش إس نولز ودون كرابتري.
لمكافحة التفتت يمكن معالجة الصوان / صخر الشرت الصواني بالحرارة حيث تُرفع درجة الحرارة ببطء إلى 150 إلى 260 °م (302 إلى 500 °ف) لمدة 24 ساعة ثم تبرد ببطء إلى درجة حرارة الغرفة. هذا يجعل المادة أكثر تجانسًا وبالتالي أكثر قابلية للمقبض وينتج أدوات بحافة قطع أكثر وضوحًا. لقد عرف الحرفيون في العصر الحجري المعالجة الحرارية.[بحاجة لمصدر]

### استخدام الصوان لإشعال النار أو البارود

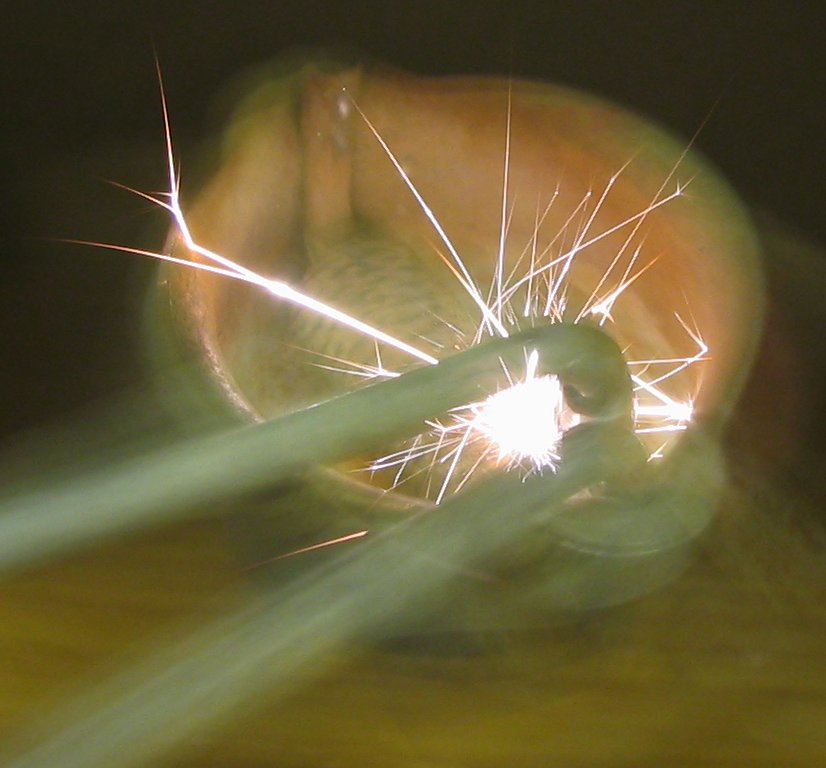
شرارة صوانية ناجمة عن قادح من سبيكة فيرروسيريوم الحديدية ferrocerium أثناء العمل

عندما تصطدم حافة الصوان بالصلب تنتج شرارات. تعمل حافة الصوان الصلبة على إزالة جزء من الفولاذ الذي يكشف الحديد والذي يتفاعل مع الأكسجين الموجود في الجو ويمكن حينها أن يشعل المادة القابلة للاشتعال المناسب.
قبل التوفر الواسع لمعدن الفولاذ الصلب (المعروف بالستيل) كانت صخور البيريت (FeS 2) تستخدم مع الصوان بطريقة مماثلة (ولكنها تستغرق وقتًا أطول). لا تزال هذه الأساليب شائعة في صناعة الأخشاب وفي الأدغال وبين الأشخاص الذين يمارسون مهارات بدء إطلاق النار التقليدية.

#### قوادح الصوان

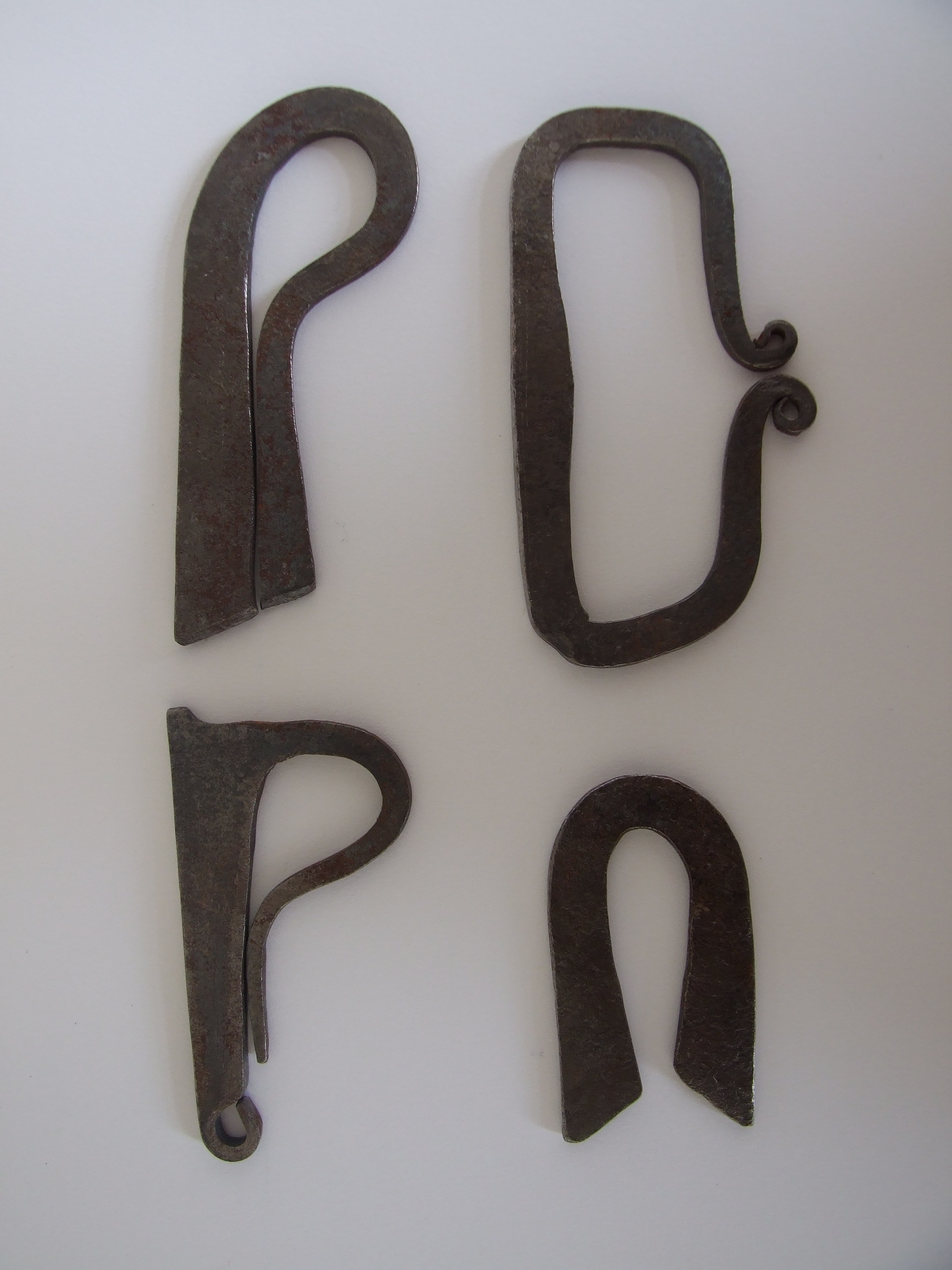
إعادة إنتاج لقوادح الصوان الفولاذي متنوعة نموذجية من الفترة الرومانية إلى العصور الوسطى

لاحقًا كان الاستخدام الرئيسي للصوان والفولاذ في آلية قادح الصوان وهي آلية أساسُ استخدامها في الأسلحة النارية المزودة بقادح الصوان ولكنها تستخدم أيضًا في أدوات بدء إطلاق النار المخصصة. في هذه الآلية نجد قطعة من الصوان مثبتة بين فكي مطرقة محملة بنابض وعند إطلاقها بواسطة زناد تصطدم بقطعة مفصلية من الفولاذ («المثبت») بزاوية وينجم عن هذا الاصطدام وابل من الشرر وقدح شحنة مسحوق التحضير. هذا الامر يجعل الشرر يشعل مسحوق الفتيل وهذا اللهب بدوره يشعل الشحنة الرئيسية ويدفع الكرة أو الرصاصة أو يطلق النار عبر سبطانة السلاح. بينما انخفض الاستخدام العسكري لقادح الصوان بعد اعتماد كبسولة القدح التي تعود إلى أربعينيات القرن التاسع عشر فصاعدًا فإن بنادق قادح الصوان وبواريد الصيد لا تزال مستخدمة بين الرماة لأغراض ترفيهية.

#### مقارنة قادح الصوان مع الفيروسيريوم الحديدي
استبدل الصوان والفولاذ المستخدم لتوليد الشرر الفيروسيريوم الحديدي (يشار إليه أحيانًا باسم «الصوان» على الرغم من أنه ليس صوانًا حقيقيًا أو «خليط فلزات» أو «شرارة ساخنة» أو «تطابق معدني» أو «فولاذ النار»). تنتج هذه المادة التي يصنعها الإنسان عند كشطها بأي حافة صلبة وحادة شرارات تكون أكثر سخونة بكثير من تلك التي يُحصل عليها بالصوان الطبيعي والفولاذ ما يسمح بحشوات متعددة. نظرًا لأنه يمكن أن ينتج شرارات عندما يكون رطبًا ويمكن أن يشعل الحرائق عند استخدامه استخدامًا صحيحًا يُضمن الفيروسيريوم الحديدي عادة في مجموعات عدة النجاة. يستخدم الفيروسيريوم الحديدي في العديد من ولاعات السجائر حيث يشار إليه مجازا باسم «الصوان».

#### التجزئة
إن فائدة الصوان كمشعل حريق تُعاق بسبب خاصية التمدد غير المتكافئ تحت التسخين مما يتسبب في كسرها أحيانًا بعنف أثناء التسخين. يُعزز هذا الميل الشوائبُ الموجودة في معظم عينات الصوان التي قد تتمدد بدرجة أكبر أو أقل من الحجر المحيط بها وتشبه ميل الزجاج للتكسر عند تعرضه للحرارة ويمكن أن يصبح هذا الأمر عيبًا ونقطة ضعف عندما يستخدم الصوان كمادة بناء.

### الصوان كمادة بناء
استخدم الصوان، المعقد أو غير المعقد، من العصور القديمة (على سبيل المثال في الحصن الروماني المتأخر لقلعة بورغ في نورفولك) حتى يومنا هذا كمواد لبناء الجدران الحجرية، بالملاط الجيري، وغالبًا ما يُدمج بالحجر أو أنقاض الطوب. كان أكثر شيوعًا في تلك الأجزاء من جنوب إنجلترا حيث لا يتوفر حجر بناء جيد محليًا، وحيث لم يكن صنع الطوب منتشرًا حتى العصور الوسطى المتأخرة. يرتبط خصوصًا بشرق أنجليا، ولكنه يستخدم أيضًا في المناطق الطباشيرية التي تمتد عبر هامبشاير وساسكس وساري وكينت إلى سومرست.

استخدم الصوان مادة بناء في بناء العديد من الكنائس والمنازل والمباني الأخرى على سبيل المثال المعقل الكبير لقلعة فراملينجهام. حُصل على العديد من التأثيرات الزخرفية المختلفة بأنواع مختلفة من تشذيب الحجارة أو الترتيب والتركيبات مع الحجر (المعروف باسم العمل المتدفق (بالإنجليزية: flushwork)) خاصة في القرن الخامس عشر وأوائل القرن السادس عشر. نظرًا لأن تشذيب حجر الصوان وصولا لسطح وحجم متدفق نسبيًا هي عملية تتطلب مهارة عالية مع مستوى عالٍ من الهدر فإن تشطيبات الصوان عادةً ما تشير إلى مباني عالية المستوى.

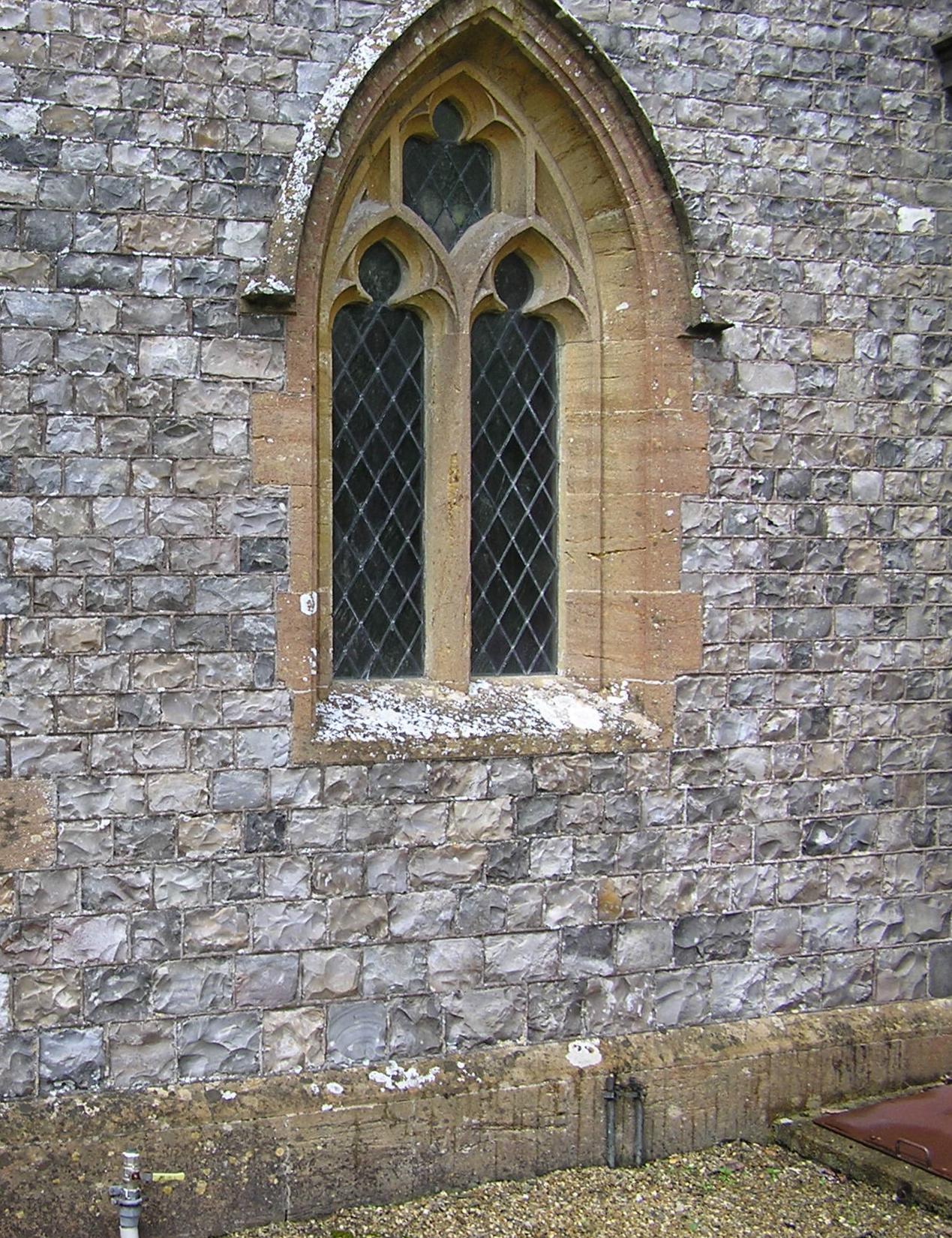
كنيسة صوان - كنيسة أبرشية سانت توماس في كريكيت سانت توماس في سومرست في إنجلترا. يتراوح ارتفاع أحجار الصوان المشذبة والمتشابكة بدقة شديدة بين 3 و 5 بوصة (7.6 و 12.7 سـم).
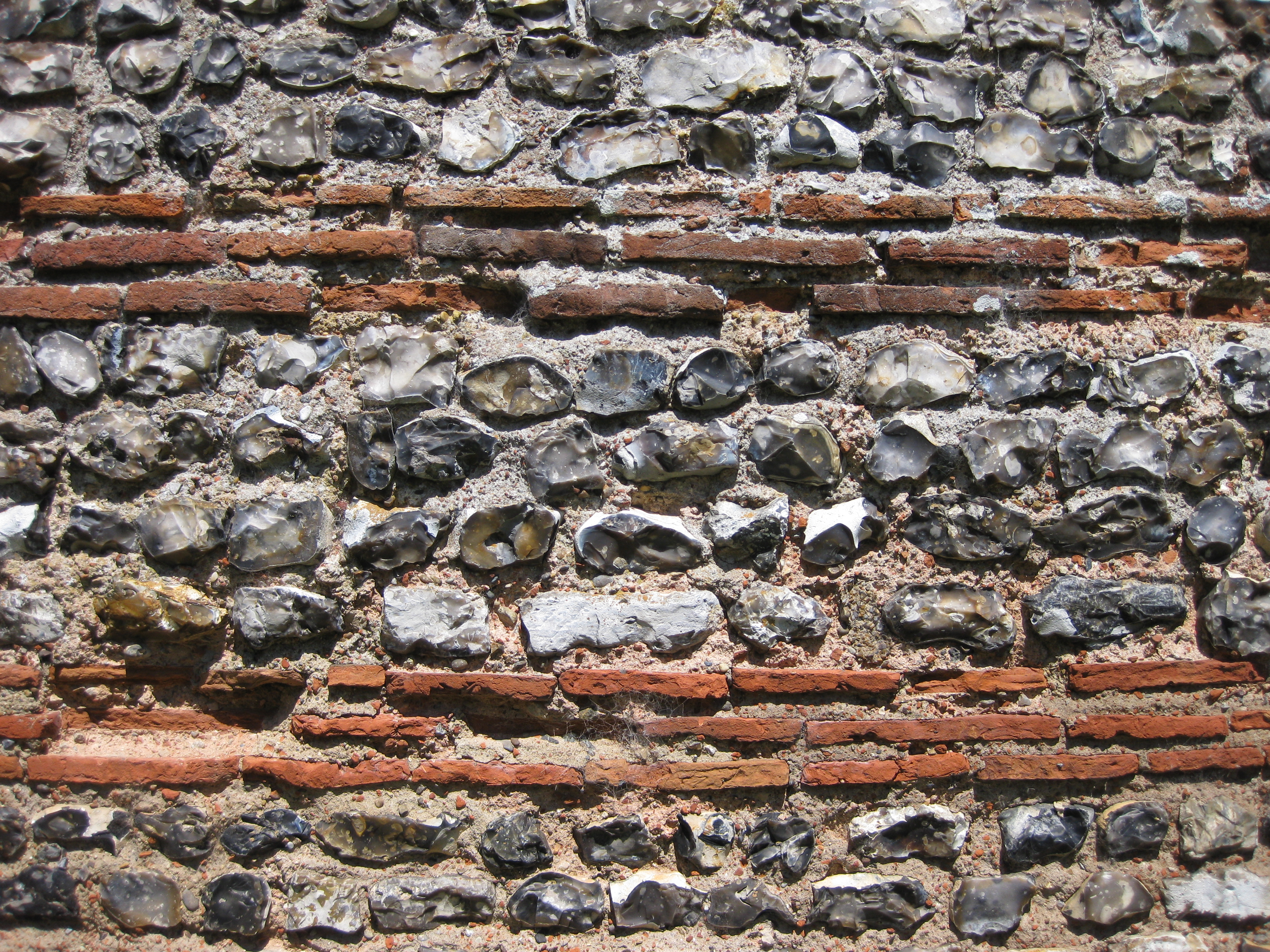
لقطة مقرّبة لجدار حصن الشاطئ الروماني في قلعة بورغ في نورفولك حيث تُظهر مسارات متناوبة من الصوان والطوب الروماني
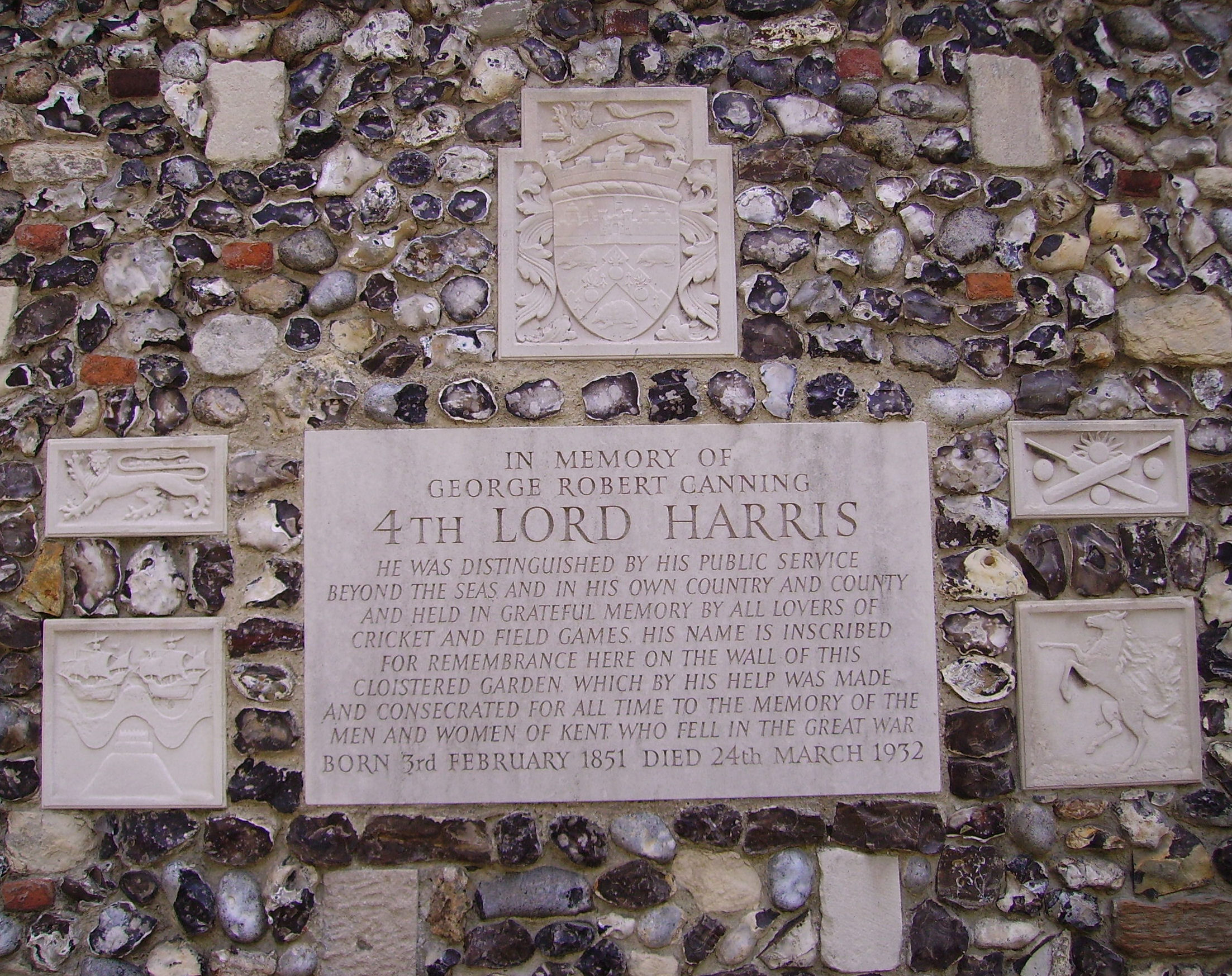
جدار نموذجي من العصور الوسطى (مع نصب تذكاري حديث) في كاتدرائية كانتربري - يشاهد فيه أحجار صوان مشذبة وغير مشذبة ("مرصوفة") وممزوجة مع قطع من الطوب وأحجار أخرى
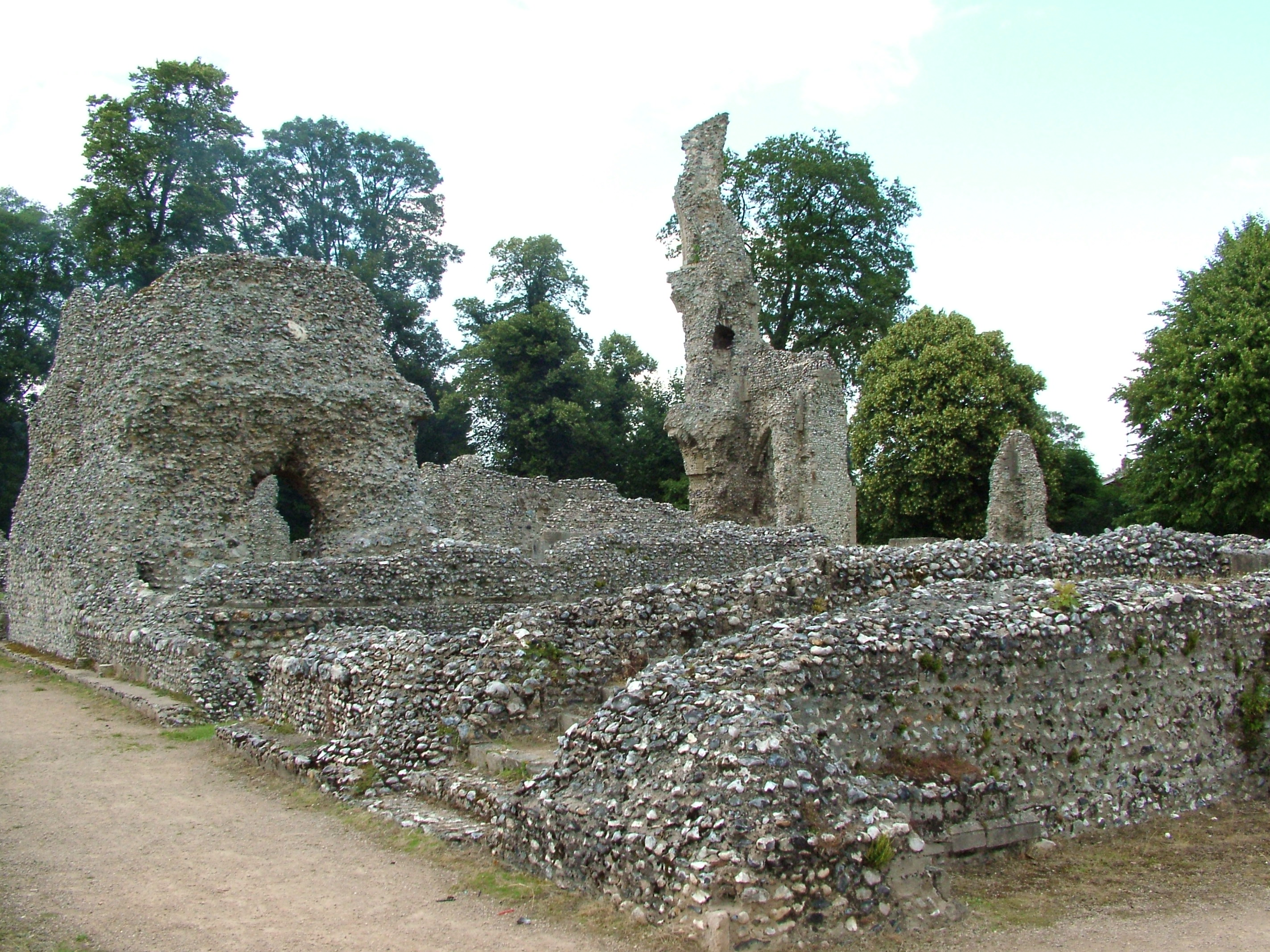
أطلال دير ثيتفورد تُظهر أحجارًا ومونة الاسمنت عبر عمق الجدار بالكامل

### السيراميك
تُستخدم حصى الصوان كأدوات في المطاحن الكروية من أجل طحن الزجاج والمواد الخام الأخرى لصناعة السيراميك. تُختار الحصى يدويًا على أساس اللون وترمى الحجارة حمراء الصبغة، ما يدل على نسبة عالية من الحديد. تحتوي الأحجار الزرقاء-الرمادية المتبقية على نسبة منخفضة من أكاسيد الكروموفوريك وبالتالي فهي أقل ضررًا بلون تركيبة السيراميك بعد خبز الخزف بالنار.
حتى وقت قريب كان الصوان أيضًا مادة خام مهمة في أجسام السيراميك المصنوعة من الطين المنتجة في المملكة المتحدة. تحضيراً لاستخدام حصى الصوان التي يحصل عليها كثيرًا من سواحل جنوب شرق إنجلترا أو غرب فرنسا حيث تُكلس إلى درجة حرارة عالية جدا تصل حوالي 1,000 °م (1,800 °ف). تؤدي عملية التسخين هذه إلى إزالة الشوائب العضوية وتتسبب في تفاعلات فيزيائية معينة بما في ذلك تحويل بعض السيليكا إلى كريستوباليت. بعد التكليس تُطحن حصى الصوان إلى حجم حبيبات دقيقة. ومع ذلك فقد حل المرو محل استخدام الصوان. بسبب الاستخدام التاريخي للصوان تستخدم كلمة «فلينت» من قبل بعض الخزافين وخاصة في الولايات المتحدة للإشارة مجازا إلى المواد السيليسية التي ليست من الصوان.

### المجوهرات
عُرفت أساور الصوان في مصر القديمة وعُثر على العديد من الأمثلة.

## روابط خارجية
- فلينت العمارة في إيست أنجليا كتاب لستيفن هارت
- القطع الأثرية الأوروبية Flintsource.net - موقع مفصل عن حجارة الصوان
- دوائر الصوان وبارامودرا - بيستون بومب
- مجموعة صور بارامودراس ودوائر الصوان
- إغلاق كاتدرائية وينشستر
- الصوان والمحافظة على مباني الصوان، مقدمة عن الاستخدام التاريخي للصوان في البناء وإصلاح وصيانة مباني الصوان التاريخية